# Georg Lundberg

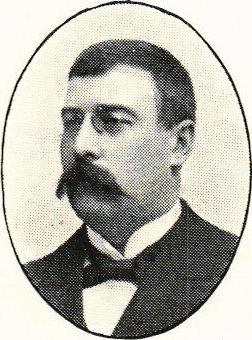
Georg Severin Lundberg

Georg Severin Lundberg, född 3 augusti 1867 i Jakobs församling, Stockholm, död 24 maj 1917 i Nyköpings västra församling, Nyköping, var en svensk psykiater.
Lundberg blev student vid Stockholms högskola 1885, vid Uppsala universitet 1886, medicine kandidat vid Karolinska institutet i Stockholm 1890 och medicine licentiat där 1896. Han blev t.f. biträdande lasarettsläkare i Härnösand samma år, var t.f. biträdande läkare vid hospitalet där 1897–1900, biträdande läkare där 1900–08, hospitalsläkare vid Vadstena hospital och asyl 1908–11, vid Lunds hospital 1911–14 samt överläkare vid Nyköpings hospital från 1915.
I Härnösand var Lundberg ledamot av hälsovårdsnämnden. År 1910 företog han en studieresa till Tyskland med statsstipendium. Han var bataljonsläkare i Fältläkarkårens reserv 1897–1905.